# NGC 7104
NGC 7104 é uma galáxia elíptica (E) localizada na direcção da constelação de Capricornus. Possui uma declinação de -22° 25' 28" e uma ascensão recta de 21 horas, 40 minutos e 03,2 segundos.
A galáxia NGC 7104 foi descoberta em 1886 por Frank Müller.